# Der Consul
Der Consul ist ein Roman des Autors Christian v. Ditfurth, der 2003 im Droemer-Verlag erschienen ist und zum Genre der Alternativweltliteratur gehört. Die Handlung beinhaltet die fiktive Ermordung Adolf Hitlers im Jahr 1932 sowie die darauf folgenden kriminalistischen Ermittlungen und politischen Geschehnisse in Deutschland.

## Handlung
Adolf Hitler wird am 8. November 1932 in der Luxussuite eines Weimarer Hotels erschlagen aufgefunden. Dem hinzugezogenen Berliner Kriminalkommissar Stefan Soetting werden zwei Hotelbedienstete, die im Auftrag der KPD die logierende Naziprominenz ausspionieren, als Hauptverdächtige präsentiert. Aufgrund verschiedener Indizien zweifelt Soetting jedoch an deren Schuld. Bald darauf werden auch Ernst Röhm (entmannt), Joseph Goebbels (erdrosselt) und Gregor Strasser (erstochen) nacheinander tot aufgefunden. Da diese Morde sämtlich den Kommunisten zugeschrieben werden, kommt es schließlich zu einem Bürgerkrieg zwischen dem Rotfrontkämpferbund auf der einen und der Reichswehr sowie dem Stahlhelmbund auf der anderen Seite. Außerdem beteiligt die sich in verschiedene Fraktionen aufspaltende SA sich auf beiden Seiten am Bürgerkrieg. Im Verlauf des kurzen Bürgerkriegs befreit Soetting die beiden kommunistischen Hauptverdächtigen aus dem Reichsgericht in Leipzig. Den Bürgerkrieg können die reaktionären Kräfte für sich entscheiden. 
Nach dem vereitelten „Putschversuch“ der Kommunisten verbietet die Regierung nun die KPD, SPD und alle anderen sozialistischen bzw. demokratischen Parteien. Es wird offiziell eine „nationale Regierungskoalition“ gebildet (NSDAP mit Göring als neuem Parteichef, DNVP, DVP, Zentrum), die aber nur Fassade für eine Militärdiktatur der Reichswehr ist. Außerdem betreibt die deutsche Regierung nun verstärkte Wiederaufrüstung und wirtschaftlich-militärische Zusammenarbeit mit der Sowjetunion. Inzwischen ermittelt Soetting unbeirrt weiter und wirft dafür sogar seinen Beruf hin. Im Laufe dessen wird auch noch einer der Tatverdächtigen ermordet und er als dessen angeblicher Mörder verfolgt. Schließlich findet er heraus, dass Göring Hitler bei einem Streit aus Wut erschlug. Für die anderen Morde ist die Organisation Consul verantwortlich, deren Ziel es war, dadurch einen Bürgerkrieg gegen die Kommunisten zu provozieren, unter dessen Deckmantel die Reichswehr die totale Macht in Deutschland ergreifen konnte. Soetting wird verhaftet und wegen Mordes angeklagt, bei dem Prozess vor dem Reichsgericht in Leipzig versucht er seine Erkenntnisse zu den Mordfällen öffentlich zu machen. Am Anfang kann er das Reichsgericht fast überzeugen, letztlich wird er jedoch wegen der Befreiung der ursprünglichen Tatverdächtigen aus dem Reichsgericht angeklagt und verurteilt. Als Einzelner hat er gegen die totalitäre Regierung keine Chance.

## Ausgaben
- Christian v. Ditfurth: Der Consul. Roman. Droemer, München 2003, ISBN 3-426-19609-3
  - Vollständige Taschenbuchausgabe: Knaur, München 2006, ISBN 3-426-62787-6